# 埃馬德維爾鎮區 (明尼蘇達州紅湖縣)
埃馬德維爾鎮區（英語：Emardville Township）是位於美國明尼蘇達州紅湖縣的一個行政鎮區。

## 地方資料
埃馬德維爾鎮區的面積為118.52平方千米，皆為陸地。根據2020年美國人口普查的數據，當地共有人口209人，而人口密度為每平方千米1.76人。